# Иглокоготные галаго
Иглокоготные галаго (лат. Euoticus) — род приматов семейства галаговых

## Описание
Отличительной особенностью этих галаго являются килевидные ногти. Ногти имеют выступающий центральный гребень, заканчивающийся иглоподобным остриём (кроме большого пальца рук и ног, и второго пальца ног). Подобное строение ногтей позволяет иглокоготным галаго удерживаться на коре деревьев, поскольку основной рацион их составляют древесные соки. Первый экземпляр иглокоготных галаго был привезён в Европу Джералдом Дарреллом. Описание этих приматов приводится в его книге «Зоопарк в моём багаже» (англ. A Zoo in My Luggage).

## Классификация
Описаны два вида иглокоготных галаго:
- Изящный галаго, Euoticus elegantulus
- Светлый иглокоготный галаго, Euoticus pallidus с двумя подвидами:
  - Euoticus pallidus pallidus
  - Euoticus pallidus talboti